# Cândido Luís Maria de Oliveira
Cândido Luiz Maria de Oliveira (Ouro Preto, 6 de julho de 1845 — Rio de Janeiro, 23 de agosto de 1919) foi um político brasileiro.
Foi vereador, deputado provincial, deputado geral, ministro da Guerra (ver Gabinete Dantas), ministro da Fazenda interino e senador do Império do Brasil de 1887 a 1889 (ver Gabinete Ouro Preto). Foi autor de diversas obras jurídicas e integrou a Comissão Organizadora dos Códigos Civil e Criminal, além de ter participado da Comissão Internacional de Jurisconsultos.

## Biografia
Obteve o bacharelado em direito, aos 20 anos de idade, na Faculdade do Largo de São Francisco, em São Paulo, onde se destacou como orador e líder estudantil. Ainda na faculdade, editou o jornal "7 de Setembro", colaborando com artigos, poemas e monografias.
Em Minas Gerais, foi nomeado procurador fiscal interino, procurador público da comarca e exerceu a função de juiz municipal.
Em 1871 elegeu-se vereador e vice-presidente da Câmara Municipal. Também se elegeu deputado provincial por quatorze vezes, e deputado geral nas legislaturas de 1878 e 1886.
Em 1886 foi nomeado senador vitalício, cargo em que urgenciou a tramitação do projeto da lei abolicionista, apresentando-o, sob forma de lei, à regente Princesa Isabel, em 13 de maio de 1888.
Integrou o Governo Imperial como ministro e secretário dos Negócios da Guerra e, posteriormente, da Justiça.
Em 1889, quando da Proclamação da República no Brasil, foi deposto, detido e exilado, retornando ao Rio de Janeiro apenas em 1891, quando abriu banca de advogado.
A partir de 1896 atuou na imprensa em oposição ao governo federal, vindo a se refugiar na clandestinidade.
Em 1900 ministrou aulas como professor catedrático de Legislação Comparada na Faculdade Livre de Direito do Rio de Janeiro, onde, paralelamente, se doutorou, em 1901.
Foi eleito em 1913 diretor interino da faculdade, cumprindo os biênios de 1915, 1917 e 1919, vindo a falecer antes do fim de seu último mandato.
Intelectual e bibliófilo, deixou vasta biblioteca particular, abrigada em diversas casas para esse fim alugadas pelo conselheiro. Após a sua morte, essa biblioteca foi dispersa e vendida em alfarrábios da cidade do Rio de Janeiro. É o patrono do Centro Acadêmico Cândido de Oliveira.